# Всесильный богатырь Дэвэлчэн в расшитой-разукрашенной одежде
Всесильный богатырь Дэвэлчэн в расшитой-разукрашенной одежде (эвенк. Иhāрдан-дэвэрдэн тэтылкэн дэгилтэр сōнку Дэвэлчэн) — эвенкийское эпическое фольклорное произведение, один из лучших образцов эвенкийского героического эпоса, названный по имени главного героя.

## Сказители
Текст нимнгакана записан А. Н. Мыреевой в 1960 году от знаменитого эвенкийского сказителя Н. Г. Трофимова. Сказание было записано в поселке Кутана Алданского района Якутской АССР.
Сам Н. Г. Трофимов перенял сказание от сказителя Александра Колесова, учурского эвенка из рода Бута.

## Сюжет
Сюжет сказания развивается по традиционной сюжетной схеме нимнгаканов.
В начале нимнгакана говорится о появлении трех миров (Верхнего, Среднего и Нижнего). Затем описывается Средний мир с его растительностью, водоемами и животными. В этом мире живут два человека-Аи (Аи — это добрые небожители, населяющие Верхний мир, у якутов — Айыы): богатырь Дэвэлчэн (предположительно от эвенк. дэвэ- «красить минеральными красками») со своей сестрой Солкондор (возможно от эвенк.  солко — «шёлк»). Они питаются мясом различных зверей (лося, оленя, медведя), на которых охотится Дэвэлчэн. Брат и сестра ничего не знают (не помнят) о своем происхождении и не знают других людей, кроме себя:
```
  Если спросить, от кого эти люди произошли,
  То они, оказывается, жили и не знали,
  Откуда они родились.
  «Если бы мы спустились с верхнего неба,
  Устроились на Средней земле и начали на ней жить,
  То на наших макушках была бы роса», —
  Думали они, макушки свои ощупывая,
  Но ничего там не находили.
  «Если бы мы в Нижнем мире,
  В земле огенга родились,
  Поднялись в Средний мир
  И стали здесь жить,
  То к нашим пяткам
  Пристала бы глина», — думали они,
  Пятки ощупывая,
  Но не было там ничего.
  «Значит, на этой Средней земле,
  Вместе с растущими её травами
  И деревьями,
  На Средней земле мы родились.
  Нам обоим суждено было родиться,
  Чтобы стать предками эвенков»...
                                                   (перевод А. Н. Мыреевой)
```